# 坎萨克 (多尔多涅省)
坎萨克（法語：Quinsac，法語發音：[kɛ̃sak]）是法国多尔多涅省的一个市镇，位于该省北部，属于农特龙区。

## 地理
坎萨克（45°25'45"N, 0°42'21"E）面积17.37 平方千米，位于法国新阿基坦大区多爾多涅省，该省份为法国西南部内陆省份，是法國本土面积第三大的省，大致对应佩里戈尔地区，北起顺时针与夏朗德省、上维埃纳省、科雷兹省、洛特省、洛特-加龙省、吉倫特省和滨海夏朗德省接壤。
与坎萨克接壤的市镇（或旧市镇、城区）包括：圣弗龙拉里维耶尔、维拉尔、尚帕尼亚克-德贝莱尔、圣庞克拉斯、拉沙佩勒蒙莫罗、索圣昂热勒。

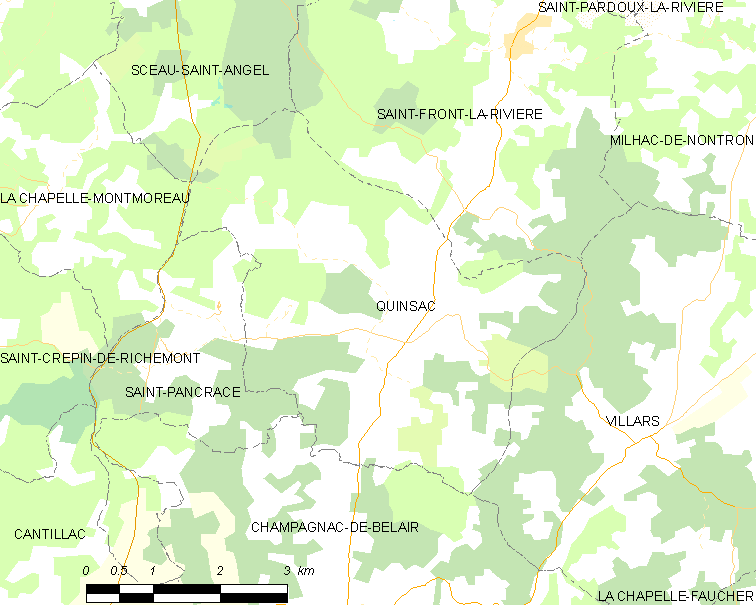
的OSM定位图

坎萨克的时区为UTC+01:00、UTC+02:00（夏令时）。

## 行政
坎萨克的邮政编码为24530，INSEE市镇编码为24346。

## 政治
坎萨克所属的省级选区为佩里戈尔地区布朗托姆县。

## 人口

1962-2008年间人口变化图示

坎萨克于2022年1月1日时的人口数量为384人。